# 吉布森縣 (印第安納州)
吉布森县（英語：Gibson County）是位於美國印第安納州西南部的一個縣，西隔沃巴什河與伊利諾伊州相望。面積1,293平方公里。根據美國2000年人口普查，共有人口32,500人。縣治普林斯頓（Princeton）。
成立於1813年3月9日，4月1日生效。縣名紀念經歷法國印第安人戰爭、美國獨立戰爭的印第安納準州州長約翰·吉布森。